# دن لوی
دن لوی (انگلیسی: Dan Levy؛ زادهٔ ۹ اوت ۱۹۸۳) هنرپیشه، نویسنده، تهیه‌کننده، و ستاره اهل کانادا است. او از سال ۲۰۰۰ میلادی تاکنون مشغول فعالیت بوده‌است.